# Mikroregion Dušejovsko
Mikroregion Dušejovsko je svazek obcí v okrese Jihlava, jeho sídlem je Dušejov a jeho cílem je rozvoj regionu. Sdružuje celkem 9 obcí a byl založen v roce 2004.

## Obce sdružené v mikroregionu
- Dušejov
- Boršov
- Hojkov
- Hubenov
- Milíčov
- Mirošov
- Ježená
- Opatov
- Dvorce